# Rodrigo Maia

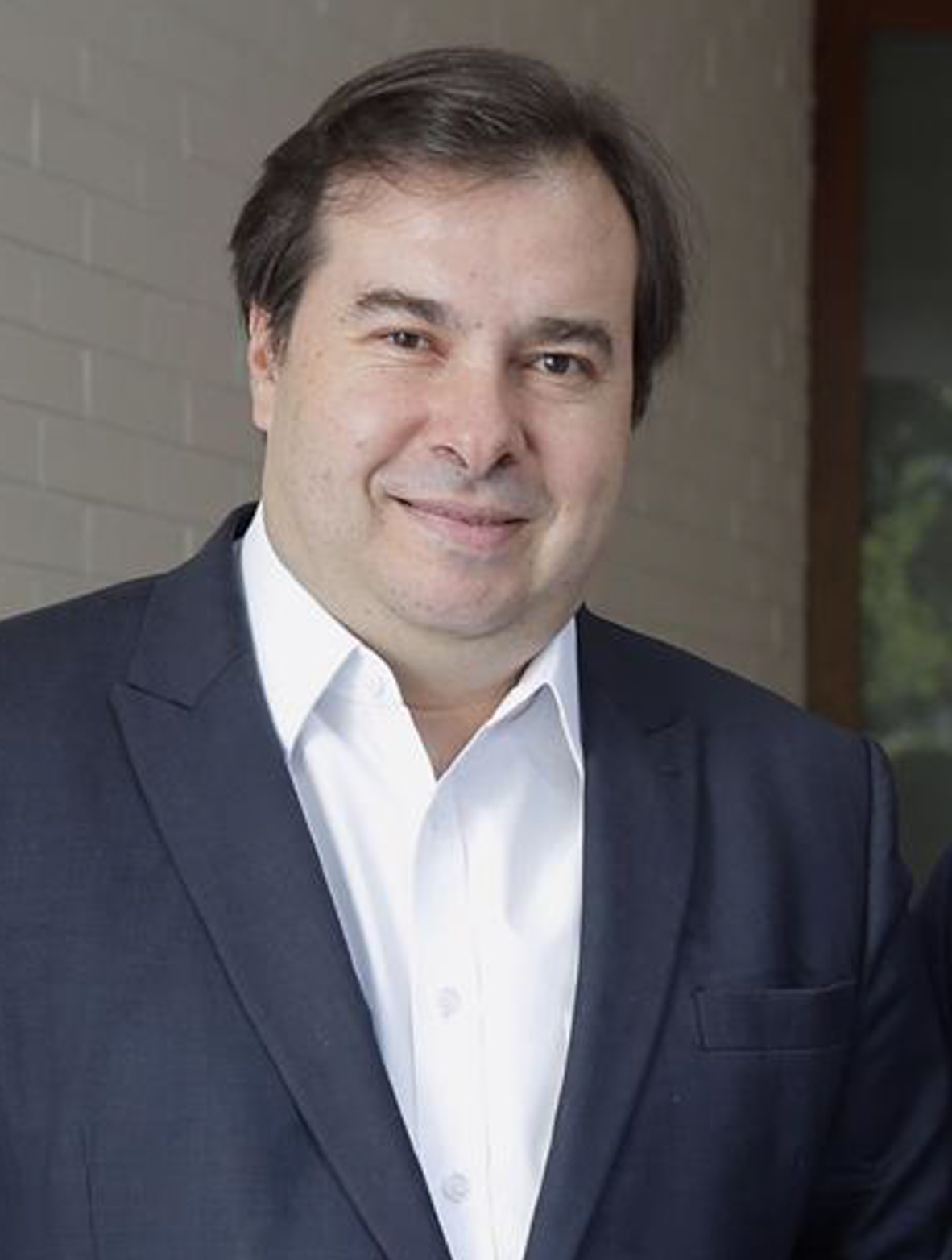
Rodrigo Maia

Rodrigo Felinto Ibarra Epitácio Maia (geboren am 12. Juni 1970 in Santiago de Chile) ist ein brasilianischer Politiker der Democratas (DEM). Seit 1999 war er Bundesabgeordneter für den Bundesstaat Rio de Janeiro und seit 2016 Präsident der Abgeordnetenkammer des Nationalkongresses.

## Leben
Rodrigo Maia entstammt der einflussreichen Politikerfamilie Maia. Sein Vater ist der ehemalige Stadtpräfekt von Rio de Janeiro César Maia, seine Mutter ist Mariangeles Ibarra Maia. Ein Vetter ist der ehemalige Senator und Ex-Gouverneur von Rio Grande do Norte José Agripino Maia.
Er studierte Wirtschaftswissenschaften an der privaten Universidade Candido Mendes. Von 1990 bis 1997 war er in den Banken Banco BMG und Banco Icatu tätig, danach bei der Stadtpräfektur in Rio de Janeiro. Im April 2012 erhielt er die Ehrenbürgerschaft des Staates Rio de Janeiro. Er ist mit Patrícia Vasconcelos Maia verheiratet, mit ihr hat er drei Töchter und zwei Söhne.

## Politische Laufbahn
Maia wechselte mehrfach die Parteizugehörigkeit, er war Mitglied des Partido da Frente Liberal (PFL) von 1998 bis 1999, des Partido Trabalhista Brasileiro (PTB) von 1999 bis 2001, erneut von 2001 bis 2007 des PFL und ab 2007 bei den Democratas (DEM), hier war er vom 26. März 2007 bis 6. Dezember 2011 Nationalpräsident der Partei. 
28-jährig kandidierte er bei den Wahlen in Brasilien 1998 als Abgeordneter für die Abgeordnetenkammer und wurde mit 96.385 der gültigen Stimmen gewählt. 2002 gelang ihm mit 117.229 Stimmen die Wiederwahl, bei den Wahlen 2006 mit 198.770 Stimmen erneut, bei den Wahlen 2010 mit 86.162 Stimmen und in Fortsetzung 2014 und 2018 für seine sechste Amtszeit.
Bei einer Demonstration des Präsidenten Jair Bolsonaro forderten im April 2020 dessen Anhänger den Rücktritt von Rodrigo Maia.
Vom 20. August 2021 bis 5. Oktober 2022 war er von Gouverneur João Doria zum Staatssekretär für Projekte und Strategische Aktionen im Bundesstaat São Paulo (Secretário Estadual de Projetos e Ações Estratégicas de São Paulo) ernannt worden.

## Kontroversen
Maia steht seit 2017 unter Ermittlungen im Rahmen der Operation Lava Jato.